# Несторида

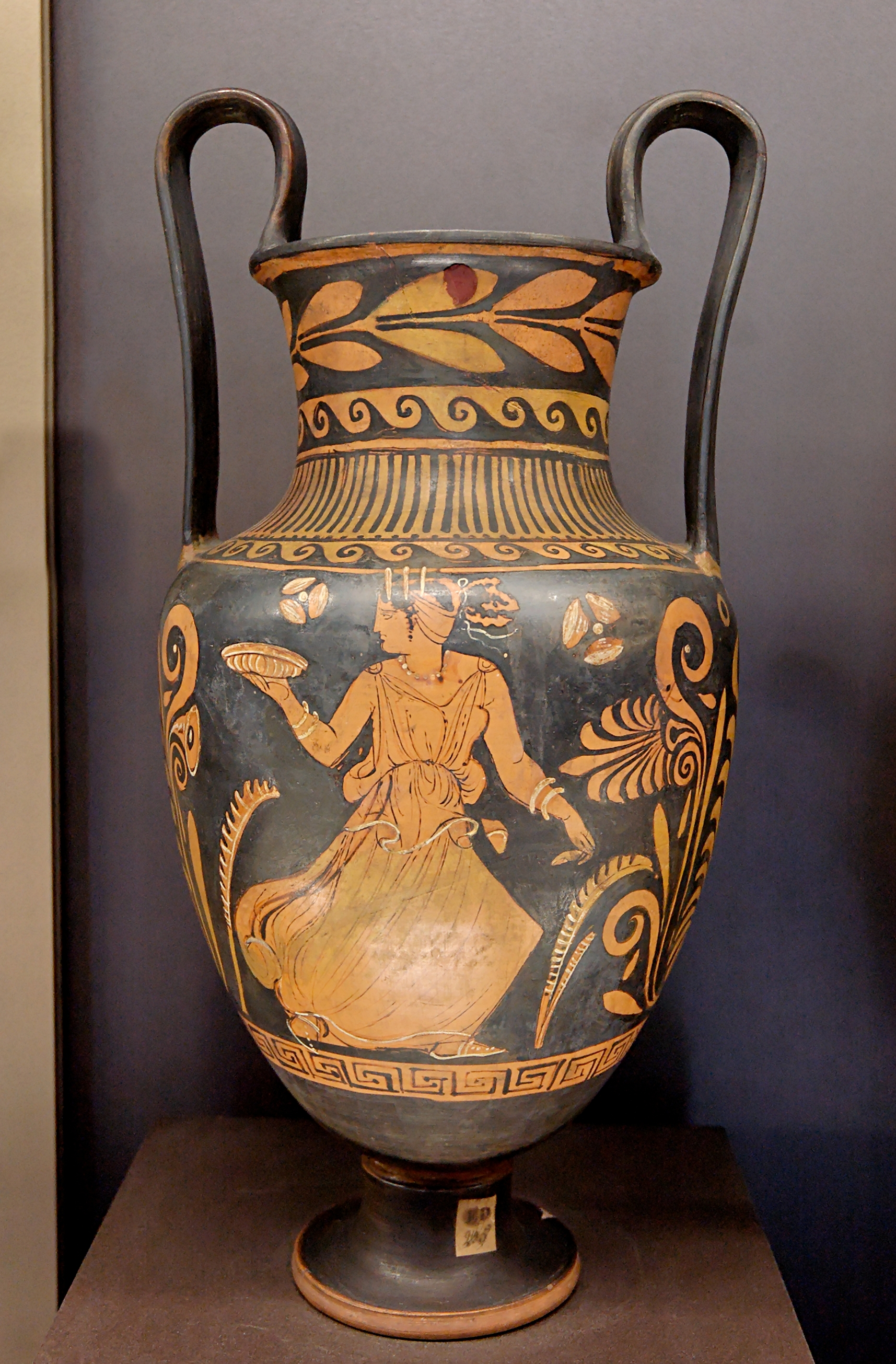
Несторида Вазописца Примато с изображением женщины с фиалой в руке. 360—350 гг. до н. э. Лувр

Несторида (др.-греч. νεστορίς, лат. Nestoris) — древнегреческий сосуд, похожий по форме на амфору, ваза круглой формы, с высокими ручками в форме диска, прикрепленными к горлышку и бокам. Форма происходит из Южной Италии и использовалась в ритуальных целях.